# Konzervacija mozaika
Konzervacija mozaika označava djelatnost usmjerenu na zaštitu i očuvanje povijesnih i arheoloških mozaika. U nju su uključena sva djelovanja usmjerena na prevenciju odnosno usporavanje propadanja, te na poboljšanje dostupnosti i čitljivosti istih predmeta kulturne baštine.  Od izrazitog značaja za proces konzervacije mozaika je i temeljito, minimalno barem teoretsko, a poželjno i praktično poznavanje uzroka i značajki propadanja, te najvažnijih osobina i tehnika izrade. Nadalje je neophodno i elementarno poznavanje povijesnog razvoja izrade i osnova arheologije. Veliku važnost ima i poznavanje suvremene konzervatorske prakse i teorije, ali i etike, te poznavanje znanstveno zasnovanih metoda istraživanja. 

## Povijest
Mozaici imaju dugu povijest, počevši od Mezopotamije u 3. tisućljeću prije Krista. Šljunčani mozaici napravljeni su u Tirynsu u micenejskoj Grčkoj; Mozaici s uzorcima i slikama postali su rašireni u klasičnim vremenima, kako u drevnoj Grčkoj, tako i u drevnom Rimu.
Rane kršćanske bazilike od 4. stoljeća nadalje bile su ukrašene zidnim i stropnim mozaicima. Mozaička umjetnost procvjetala je u Bizantskom carstvu od 6. do 15. stoljeća; Tu je tradiciju usvojilo i  Normansko kraljevstvo Sicilije u 12. stoljeću,  Venecija i rusi. 
Mozaik je ispao iz mode u renesansi, iako su umjetnici poput Raphaela nastavili prakticirati ovu staru tehniku. Rimski i bizantski utjecaj naveli su židovske umjetnike da mozaikom ukrašavaju sinagoge iz 5. i 6. stoljeća na Bliskom Istoku s podnim mozaicima.
Figurativni mozaik, ali uglavnom bez ljudskih figura, široko se koristio na religioznim zgradama i palačama u ranoj islamskoj umjetnosti, uključujući prvu veliku religioznu zgradu islama, kupolu na stijeni u Jeruzalemu i Umayyadsku džamiju u Damasku. Takvi mozaici izašli su iz mode u islamskom svijetu nakon 8. stoljeća, osim geometrijskih obrazaca u tehnikama poput Zellija, koji ostaju popularni u mnogim područjima.

Suvremene mozaike izrađuju umjetnici i obrtnici širom svijeta. Mogu se upotrijebiti mnogi materijali osim tradicionalnog kamena, keramičke tessere, emajlirano i obojeno staklo, uključujući školjke, perle, lance, zupčanike, kovanice i komade jeftinog nakita.

## Osnove tehnike
- direktna metoda
- indirektna metoda
- dvostruka indirektna metoda

## Školovanje konzervatora mozaika u Hrvatskoj
- Akademija likovnih umjetnosti u Zagrebu

- Umjetnička akademija u Splitu

## Zakonska regulativa i   zaštita prava konzervatora u Hrvatskoj
Ako izuzmemo opće zakonske akte rad konzervatorsko-restauratorske službe, pa i konzervatora restauratora mozaika u Hrvatskoj danas prije svega određuju sljedeći propisi:
Za restauratore i restauratore tehničare koji rade u Hrvatskom restauratorskom zavodu,Hrvatskom državnom arhivu,Nacionalnoj i sveučilišnoj knjižnici,te samostalno,odnosno za restauratore i preparatore koji rade u muzejima:
- Pravilnik o stručnim zvanjima za obavljanje poslova na zaštiti i očuvanju kulturnih dobara te uvjetima i načinu njihova stjecanja (NN 104/19 na snazi od 8.11.2019.)

- Pravilnik o uvjetima za dobivanje dopuštenja za obavljanje poslova na zaštiti i očuvanju kulturnih dobara (NN 98/18)

## Slobodni software uporabiv u konzervaciji restauraciji mozaika
- Fragment Reassembler,slobodni software za   prepoznavanje dijelova i sastavljanje fragmentiranih predmeta[1]
- Besplatni američki program za vodenje restauratorske dokumentacije[2]
- ACORN (A COnservation Records Network) ,besplatno američko web bazirano radno okružje za dokumentiranje konzervatorsko restauratorskih zahvata  Arhivirana inačica izvorne stranice od 7. listopada 2017. (Wayback Machine)
- Besplatni operativni sustavi: sve Linux distribucije (npr. Debian, Ubuntu, Fedora ,Slackware,Puppy Linux...)
- Besplatne alternative Microsoft Word(R)-u: OpenOffice.org,LibreOffice, AbiWord
- Uređivanje fotografija:GIMP, VIPS,[3] ImageJ
- Slobodni preglednici slika:GQview, Xnview,IrfanView
- Stolno izdavaštvo, izrada plakatnih prezentacija: Scribus

## Vanjske poveznice
- The International Committee for the Conservation of Mosaics  Arhivirana inačica izvorne stranice od 24. siječnja 2012. (Wayback Machine)
- The Association for the Study and Preservation of Roman Mosaics
- The Conservation of The Orpheus Mosaic in Paphos,Cyprus  Arhivirana inačica izvorne stranice od 27. svibnja 2012. (Wayback Machine)
- Studio archeometrico-tecnologico e conservazione dei mosaici romani...[neaktivna poveznica]
- Restauratorsko konzervatorski radovi na kasnoantičkom mozaiku u kapeli Sv.Ivana u samostanu Sv.Franje u Puli
- CONSERVACIÓN Y RESTAURACIÓN DE LOS MOSAICOS DE LOS BAÑOS DE LA REINA DE CALPE
- Mosaics in Situ:An Overview of Literature on Conservation of Mosaics in Situ

- [ http://www.getty.edu/conservation/publications_resources/pdf_publications/pdf/technician_training_2014.pdf Alberti, Livia, Elsa Bourguignon, and Thomas Roby. 2013. Technician Training for the Maintenance of in Situ Mosaics. 2011 ed. Los Angeles, CA; Tunis: Getty Conservation Institute; Institut National du Patrimoine. ]

Video zapisi
- Conservation of the Transfiguration Mosaic
- Conservation of Mosaics in Roman North Africa
- Ancient Mosaics in Israel: The fascinating process of conserving an ancient mosaic floor